# Mega Man Zero (jeu vidéo)
Mega Man Zero (Rockman Zero (ロックマン ゼロ) au Japon) est un jeu d'action-plates-formes développé par Inti Creates et édité par Capcom en 2002 sur Game Boy Advance. Il fait partie de la franchise Mega Man et est le premier de la série dérivée Mega Man Zero. Il est réédité dans la compilation Mega Man Zero Collection sur Nintendo DS en 2010 et sur la console virtuelle de la Wii U en 2014.

## Trame
Mega Man Zero se déroule longtemps après la série des Mega Man X. Zero, fidèle allié de X dans cette précédente série, est ici réanimé après son long sommeil. En se réveillant, il aperçoit que la personne l'ayant ranimé est une scientifique du nom de Ciel. Seulement, il semble que vous soyez dans de graves ennuis, des robots vous attaquant. Dans le feu de l'action, Zero acceptera d'aider Ciel à s'échapper, bien qu'il ne comprenne pas pour le moment ce qui se passe. Utilisant son Blaster, il arrivera à les vaincre. Seulement, un Mecha plus gros semble résister au Blaster.
Alors que le combat s'annonce rude, un orbe lumineux étrange surgit et fait apparaître le Zero Saber, un sabre laser, aux pieds de Zero. Utilisant cette nouvelle arme, Zero pourra vaincre l'autre ennemi.
Après ce début mouvementé, Zero arrive à accéder à une base dans le désert, peuplé en majeure partie de robots. Ciel explique que ceci est la base des résistants, qui sont chassés et considérés comme des Mavericks. Zero apprend ainsi qu'il n'est pas le seul à avoir été ranimé. Ainsi, X aurait également été ranimé et aurait pris le pouvoir. Néanmoins, X n'a pas été ranimé de la même manière. Pour Zero, ce fut une réanimation complète, à la fois du corps et de l'âme (si on peut parler d'âme pour un robot), tandis que X a été simplement copié. Ce n'est donc pas le véritable X votre ennemi mais une copie améliorée de celui-ci. Le rôle de Zero sera donc d'accomplir diverses missions pour la Résistance, défendant leur cause, pour enfin pouvoir vaincre X.
À la fin du scénario, la sphère lumineuse ayant donné à Zero son sabre, se révèle être en réalité l'âme de X, du vrai. Après le combat final, Zero se sépare de la résistance et de Ciel, mais jure à l'âme de X qu'il continuera a se battre contre les néo-arcadiens afin que ce dernier puisse ce reposer en paix apres avoir combattu un nombre incalculable de maverick pendant presque cent ans. Zero affirme même a un moment donné que si un ennemi se montre il le tuera.

## Accueil
- Computer and Video Games : 8/10[1]
- Electronic Gaming Monthly : 8/10[2]
- Famitsu : 26/40[3]
- Game Informer : 8,3/10[4]
- GamePro : 3,5/5[5]
- GameSpot : 8,2/10[6]
- GameSpy : 85 %[7]
- GameZone : 9,1/10[8]
- IGN : 8,8/10[9]
- Jeux vidéo Magazine : 14/20[10]